# Regió de Saurashtra
Saurashtra és una regió peninsular de l'Índia occidental, a la costa de la mar d'Aràbia. Cobreix sobre un terç de l'estat de Gujarat, concretament 11 districtes, incloent el districte de Rajkot.

## Ubicació

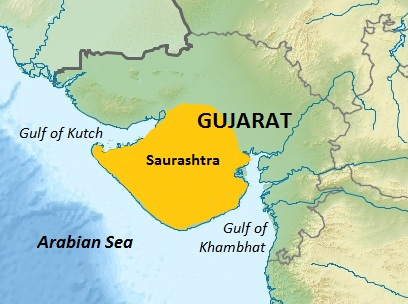
Saurashtra dins de Gujarat, India

La península de Saurashtra està limitada al sud i sud-oest per la mar d'Aràbia, al del nord-oest pel golf de Kutch i a l'est pel golf de Khambhat. De l'àpex d'aquests dos golfs, el Petit Rann de Kutch i Khambhat, extensos territoris la meitat salines i la meitat deserts, delimiten la unió entre els dos golfs i completen l'aïllament de Kathiawar o Saurashtra, excepte per un coll estret que la connecta per nord-est amb la resta de Gujarat.
La península és sovint esmentada Kathiawar pel Kathi Darbar (Govern Kathi) que anteriorment va governar la regió. Sorath forma la porció del sud de la península.
La regió de Saurastra o Saurashtra comprèn la part sud-occidental del modern estat de Gujarat i els districtes inclosos en aquesta regió de Rajkot, Jamnagar, Junagadh, Bhavnagar, Porbandar, Amreli, Surendranagar, Devbhoomi Dwarka, Morvi, Gir Somnath i algunes porcions d'Ahmedabad i Botad.
La regió també històricament inclou el districte de Diu del territori de Daman i Diu.

## Història
Referida com Saurashtra i alguns altres noms en un període des del Mahabharata i el període vèdic, la regió fou esmentada com Surastrene o Saraostus al Periplus de la mar Eritrea (segle i)

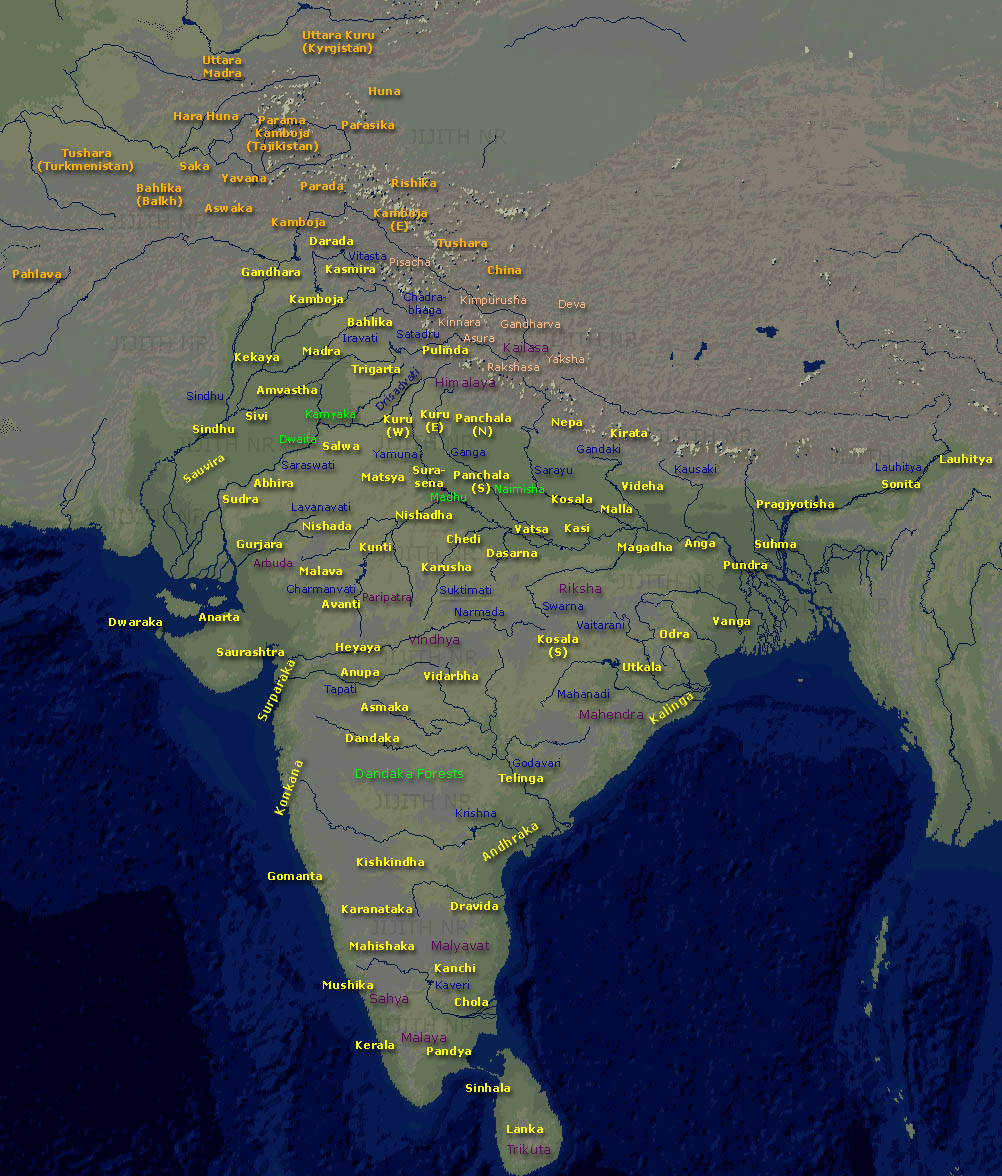
Mapa de regnes indis antics.

Surashtra té un nom Prakrit que és Sorath, que significa literalment "Bon país", nom que apareix per primer cop a la inscripció a la roca de Junagadh datada el 150, atribuïda a Rudradaman I. Previ a ell, durant el govern d'Asoka (268–232 aC), la regió estava sota Yavana Tushaspa, i abans governada per Pushyagupta durant el regnat de Chandragupta Maurya (322 – 298 aC). Vrajlal Sapovadia assenyala de records literaris i del govern de Tamil Nadu que al voltant de l'any 1000, la comunitat de teixidors va abandonar la regió de Saurashtra a l'Índia del sud i és conegut com a poble saurashtra.

### Rajputs i època colonial
Per període llarg de temps, el nom Sorath va designar a aquesta regió. Del segle IX al segle xiv els rajputs Chudasama van governar Sorath amb les seves capitals Vanthali i Junagadh alternativament. Els rajputs Chudasama governaren Sorath més temp que qualsevol altre dinastia, fins que l'àrea de Sorath va caure en mans dels musulmans. Sorath, una corrupció musulmana de Saurashtra, fou inicialment un dels deu prants, però en època colonial fou un dels únics quatre que restaven, doncs els altres sis van ser absorbits. L'estat de Junagadh (o "Junagarh" que vol dir "Fort Vell"), es va fundar durant el govern britànic, i els seus estats veïns van ser controlats per l'Agència d'Estats de l'Índia Occidental (Western India States Agency WISA). El 1947 el govern musulmà de Junagadh desitjava accedir amb el seu territori al Pakistan, però la població predominantment hindú es va rebel·lar.

### Estat de Saurashtra

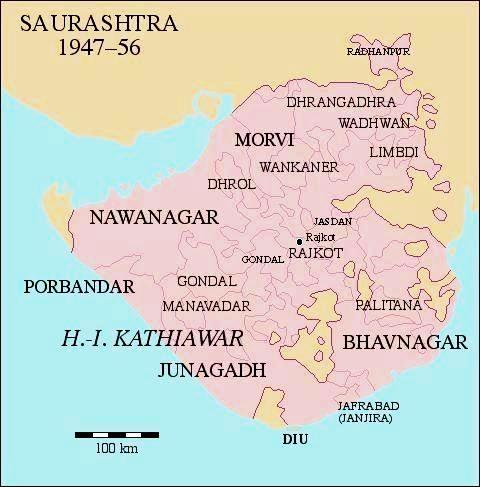
Estat de Saurashtra (Kathiawar) 1947-56

Després de la independència de l'Índia de 1947, 217 principats de Kathiawar, incloent l'antic estat de Junagarh, van ser fusionats per formar l'estat de Saurashtra el 15 de febrer de 1948. Inicialment fou anomenat Estat Unit de Kathiawar sent rebatejat Estat de Saurashtra el novembre de 1948. Va ser una tasca laboriosa de Shri Vallabhbhai Patel el convèncer els prínceps locals i les petites subes (fins a 222 només a Saurashtra) de fer la integració. Tanmateix, el maharaja Krishnakumar Sinhji de Bhavnagar de bon grau va oferir els seus extensos dominis de Bhavnagar / Gohilwar a Sardar Vallabhbhai Patel i Bhavnagar esdevenia el primer a ser fusionat a la Unió de l'Índia.
La capital de Saurashtra fou Rajkot. Uchharangray Navalshankar Dhebar (1905–1977), qui més tard va esdevenir President del Congrés Nacional indi entre 1955 i 1959, esdevingué el primer ministre en Cap de Saurashtra. Va ser succeït per Rasiklal Umedchand Parikh (nascut el 1910) el 19 de desembre de 1954.
L'1 de novembre de 1956, Saurashtra va ser fusionat a Bl'estat de Bombai. El 1960 Bombai fou dividit d'acord amb línies lingüístiques en els nous estats de Gujarat i Maharashtra. El territori de Saurashtra, incloent Junagadh i Sorath, esdevenia part de l'estat de Gujarat.

## Segells de correus
Els primers segells de correus de l'estat van ser emesos pel Estat de Junagadh el 1864. Van consistir en tres línies de escriptura hindi en fulls incolors en negre, i va ser produït per estampar a mà amb tinta d'aquarel·la. Una segona emissió el 1868 va utilitzar fulles de colors diversos, impreses en negre o vermell.

## Moviments separatistes als estats de Saurashtra i Kutch
Saurashtra i Kutch van existir com estats separats des de la independència índia (1947) fins a 1956.
Gujarat té demandes per estats separats al Kutch, Saurashtra i Bhilistan des de fa dècades.

### Moviment de ressorgiment de l'estat de Saurashtra
Un moviment per un estat separat de Saurashtra es va iniciar el 1972 per defensar Ratilal Tanna, un assessor proper del antic Primer ministre indi Morarji Desai. La Saurashtra Sankalan Samiti va reunir a més de 300 organitzacions a través de la regió de Saurashtra donant suport la demanda de l'Estat separat. Les reclamacions es basaven en que comparats a altres parts de Gujarat, Saurashtra estava subdesenvolupada. Els projectes industrials principals anaven a Ahmedabad i Vadodara, mentre Saurashtra estava sent ignorada. Es denunciava que la gent de Saurashtra feia front a manca d'aigua i la joventut havia d'emigrar a la recerca de feines. Cap desenvolupament es va produir al llarg de la costa i si Saurashtra hagués tingut el seu govern estatal propi la regió hauria funcionat molt millor. Parag Tejura és el president actual del Saurashtra Sankalan Samiti.
Saurashtra (Kathiawar) té identitat separada de la resta de Gujarat. La regió té el seu propi dialecte Saurashtra del gujarati. Saurashtra té a més una comunitat de persones emigrades principalment a Tamil Nadu fa deu segles. Alguns agitadors reclamació que la gent de Saurashtra és sovint insultada amb noms com "Kathiawadi" i "via Viramgam".

### Demanda per un estat combinat Saurashtra-Kutch
Hi ha també una demanda per un estat combinat Kutch - Saurashtra (o Saurashtra-Kutch). Mansukhbhai Joshi va convocar una reunió sota el lema 'Kutch Saurashtra Vikas Sangharsh Samiti' per trobar maneres de promocionar la petició. Aquest antic ministre diu que la gent de Saurashtra no estan emocionalment associades amb Gujarat. Diu que els dirigents del territori sempre han fet front a hostilitat a Gujarat ("Gandhinagar" o país de Gandhi). Yuva Kranti Sena és una altra organització que lluita per un estat separat Saurashtra-Kutch.

### Moviment de ressorgiment de l'antic estat separat del Kutch
El Kutch Rajya Sankalp Samiti (KRSS) de la regió de Kutch demana un estat separat del Kutch Estat sota lideratge de Pragmalji III. Al temps d'integració del principat amb l'Índia el 1947, l'accessió va ser feta amb la condició que Kutch retindria l'estatus de estat separat. Va gaudir d'aquest estat fins al 1960, quan un estat separat de Gujarat va ser separat de l'estat de Bombai i Kutch va ser fusionat amb ell. La raó principal darrere d'un estat separat és cultural i geogràfica per la distància del país fins als nuclis centrals de Gujarat. L'últim, segons KRSS, és també un fre al desenvolupament de la regió. Kutch és governat per una administració a 400 km lluny. El 1960, Kutch va rebre la promesa d'una junta de desenvolupament autònom sota l'article 371(2) de la Constitució, el qual mai va existir a causa de manca de voluntat política. L'aigua del Narmada no arriba a les granges d'aquesta regió, la qual és bàsicament una terra desèrtica.